# Андроник (Котляров)
Андроник (в миру Андре́й Тимофе́евич Котляро́в; 17 октября 1951, Кульджа, Синьцзян, Китай) — деятель неканонического православия русской традиции с титулом «Нью-Йоркский и Северо-Американский», который в настоящее время не подчиняется какому либо центру, однако находится в евхаристическом общении с независимыми иерархами Софронием (Мусиенко), Андреем (Ерастовым) и возглавляемым ими духовенством.
В 2007—2017 годах являлся епископом неканонической РПЦЗ(А), до 2007 года являлся священником Русской православной церкви заграницей.

## Биография
Родился 17 октября 1951 года в Кульдже, Синьцзян, Китай, в семье русских эмигрантов. В его официальной биографии указано, что он был крещён в младенчестве в Русской Православной Церкви Заграницей, однако к тому времени все православные приходы в Китае уже находились в ведении Восточноазиатского экзархата Московского Патриархата, а те, кто не перешёл в Московский Патриархат, в 1949 году отбыли на Филиппины вместе с архиепископом Шанхайсмким Иоанном (Максимовичем).
В 1960 году, когда большинство русских эмигрантов покинуло Китай, семья Котляровых эмигрировала в Австралию, где он уже был прихожанином РПЦЗ. Полное среднее образование получил уже в Австралии.
В 1968 году в возрасте 17 лет поступил в Свято-Троицкую Джорданвилльскую семинарию в США, которую окончил с отличием в 1973 году.
В том же году, в июле-месяце, после шестинедельного паломничества по святым местам, вернулся домой в Австралию.
7 июня 1973 года окончил Свято-Троицкую духовную семинарию в Джорданвилле, после чего вернулся в Австралию.

### Служение в РПЦЗ
В марте 1974 года поступил послушником в Свято-Троицкий монастырь в Джорданвилле.
14 октября того же года на праздник Покрова Пресвятой Богородицы облачён архиепископом Аверкием (Таушевым) в рясофор.
4 ноября 1974 года епископом Лавром возведён в сан иеродиакона. Исполнял послушание печатника.
В марте 1975 года епископом Троицким и Сиракузским Лавром (Шкурлой) был пострижен в мантию с наречением имени Андроник, в честь преподобного Андроника Антиохийского.
26 декабря 1982 года рукоположён в сан иеромонаха для служения в Елеонском монастыре на Святой Земле и направлен в клир Русской духовной миссии в Иерусалиме.
20 января 1985 года, в храме Курской-Коренной иконы Божией Матери, что в здании Священного Синода РПЦЗ, был возведён епископом Манхеттенским Иларионом (Капралом) в сан игумена.
В 1991 году упомянут как заведующий часовней в саду миссии на месте исцеления слепых в городе Иерихоне (Израиль).
C ноября 1991 по февраль 1992 годах был приписан к братству монастыря преподобного Иова Почаевского в Мюнхене, в Германии.
1 мая 1992 года назначен настоятелем церкви святых апостолов Петра и Павла в Перте (штат Западная Австралия, Австралия). Это назначение было последним, которое сделал епископ Павел (Павлов) до своего ухода на покой.
В 1995 году награждён митрополитом Виталием (Устиновым) правом ношения палицы. В 1996 году митрополитом Виталием был награждён правом ношения креста с украшениями.
30 июня 1997 году оставляет служение на Петропавловском приходе в Перте и возвращается в Иерусалим, где был назначен игуменом Хевронского монастыря. На этом послушании пребывал три дня, после чего насельники монастыря были выдворены властями Палестинской автономии, а монастырский комплекс передан Русской духовной миссии Московского Патриархата.
22 ноября 2000 года архиепископ Марк (Арндт) поздравил его с 25-летием священнослужения и вручил ему грамоту от председателя архиерейского Синода, митрополита Виталия (Устинова).
Прошедший с 12 по 14 мая 2003 года Архиерейский Синод РПЦЗ назначил игумена Андроника исполняющий обязанности начальника Русской Духовной Миссии РПЦЗ.
31 мая 2003 года прилетевший на Святую Землю архиепископ Марк (Арндт) представил игумена Андроника в качестве временного заместителя Начальника Русской Духовной Миссии в Иерусалиме.
В мае 2006 года был делегатом IV Всезарубежного Собора Русской Православной Церкви Заграницей от Русской Духовной Миссии в Иерусалиме и монастырей на Святой Земле.
23 августа 2006 года участвовал во встрече митрополита Лавра (Шкурлы) и Патриарха Иерусалимского Феофила III в здании Иерусалимской Патриархии.

### Уход в раскол
В апреле 2007 года, накануне последнего заседания Архиерейского Синода РПЦЗ перед подписанием Акта о каноническом общении, направил в адрес иерархов гневное письмо, где выдвинул против Московской патриархии традиционные обвинения в приверженности Московского Патриархата «ереси экуменизма и принципам сергианства».
В заявлении настоятельниц Спасо-Елеонской и Гефсиманской женских обителей отмечалось:

После Пасхи из уст самого о. Андроника вместе с радостным приветствием Христос воскресе! мы услышали: «Я уезжаю! И уже все решено. Вверяю вас Божией Матери». Сколько было слез и уговоров со стороны сестер. О. Андроник более 20 лет нес своё послушание в Иерусалиме. Он пользовался всеобщей любовью и уважением. Для нас это удар и страшная утрата. Несмотря на то, что в монастырях уже знали о готовящемся отъезде о. Андроника, Священноначалие в лице Высокопреосвященнейшего Митрополита Лавра и архиепископа Берлинского и Германского Марка, наблюдающего за делами Русской Духовной Миссии в Иерусалиме, не было проинформировано.
2 мая в Иерусалим прибыл викарий надзирающего за делами Русской духовной миссии Русской Православной Церкви Заграницей в Святой Земле архиепископа Марка (Арндта) епископ Штутгартский Агапит (Горачек). После разговора с игуменом Андроником, епископ Агапит позвонил архиепископу Марку, который в тот же день отстранил игумена Андроника от должности и. о. начальника РДМ РПЦЗ с оставлением права служения до отъезда в Америку после Вознесения.
После подписания в Москве Акта о каноническом общении ушёл в раскол, перейдя в юрисдикцию неканонического Временного высшего церковного управления Русской Православной Церкви Заграницей (ВВЦУ РПЦЗ) под предстоятельством епископа Таврического и Одесского Агафангела (Пашковского). Обвинил митрополита Лавра в уходе в раскол, заявил что «именоваться же чадами Русской Православной Церкви Заграницей имеют право лишь только те, кто остался верен ИДЕАЛАМ Православной Церкви; кто не признал над собой ставленников безбожной власти; кто свято хранил, оберегал, руководствовался и руководствуется Святыми Канонами и Правилами Святых Отец Православной Церкви».
Настоятельницы Спасо-Елеонской и Гефсиманской женских обителей в связи с этим отметили: «Мы молимся и надеемся, что наступит день, когда отец Андроник поймет, что это не путь, а уход из Церкви, и опомнившись, вернется в родную Елеонскую обитель к всеобщей радости всех насельников наших обителей».

### В РПЦЗ(А)
28 июня 2007 года игумен Андроник (Котляров) вместе с клириком Спасо-Вознесенского монастыря на Елеоне иеромонахом Илиёй (Щептицким) был запрещён в служении «за самовольное оставление порученного ему послушания в Русской Духовной Миссии в Иерусалиме».
Переехал в США, где у него были родственники и где «политически здесь более стабильно, чем, скажем, в Палестине».
10 июля 2007 года присутствовал на Собрании представителей приходов РПЦЗ в Свято-Троицком храме в Астории, которое избрало его администратором новообразованного Северо-Американского административного округа и кандидатом на епископскую хиротонию от Восточно-Американской епархии с титулом «Вашингтонский и Флоридский».
11 июля 2007 года в юрисдикции РПЦЗ (А) назначен администратором Северо-Американского административного округа, в который были включены приходы, признавшие «ВВЦУ РПЦЗ» в США и Канаде. В тот же день определён сопредседателем Миссии «ВВЦУ РПЦЗ» по вопросам в Святой Земле, избран от Восточно-Американской епархии кандидатом на епископскую хиротонию и назначен заместителем председателя «ВВЦУ РПЦЗ». Тогда же возведён Агафангелом (Пашковским) в сан архимандрита с возложением митры.
Поскольку в Ричмонд-Хилл (штат Нью-Йорк, США) был создан Административный центр Северо-Американского округа с действующим храмом, трапезной, этажами для размещения епископа, его канцелярии и иных необходимых служб, 6-7 декабря 2007 года Временное Высшее Церковное Управление РПЦЗ года постановило определить Ричмонд-Хилл «местом пребывания будущего Преосвященного епископа Андроника. В этой связи переменить предварительное решение о титуле будущего Преосвященного, утвердив ему титул „Ричмондский и Нью-Йоркский“».
7 декабря 2007 года в Свято-Михайловском храме в Одессе был хиротонисан в епископа Ричмондского и Нью-Йоркского. Хиротонию совершил епископ Агафангел (Пашковский) при участии двух епископов неканонического греческого старостильного «Синода Противостоящих» — Георгия (Пухатэ) и Амвросия (Байрда).
15 мая 2008 года на заседании Временного Высшего Церковного Управления РПЦЗ «сообщил необходимости изменения своего титула, поскольку это требуется для легализации нашей епархии в Канаде», в связи с чем его титул был изменён на «Оттавский и Северо-Американский».
19 ноября 2008 года на Соборе РПЦЗ(А), именуемом собравшимися пятым всезарубежным собором, был возведён в сан архиепископа.
28 октября 2009 года Архиерейский Синод РПЦЗ(А) упразднил Северо-Американский церковный округ и учредил Канадскую епархию на территории Канады и Восточно-Американскую епархию на территории США; тем же решением из Восточно-Американской епархии выделялась Сиракузская епархия, правящим архиереем которой назначался архиепископ Андроник с титулом «Сиракузский и Никольский», при этом титул архиепископа Андроника «как правящего архиерея Канадской епархии» был изменён на «Оттавский и Канадский».
Основал в приобретённом в Маунтин Вью под Миддлбургом, штат Нью-Йорк, здании мужской монастырь во имя святого Мины, насельниками которого стали монахи, не принявшие Акта о каноническом общении. Там был создан духовный и культурный центр РПЦЗ(А) о создании которого было официально объявлено 31 июля 2010 года
В апреле 2012 года выпустил под своим именем в качестве пасхального послания выдержки из Пасхальной проповеди «Пасха, Господня Пасха!» архиепископа Аверкия (Таушева) 1960 года

### Конфликт с Агафангелом (Пашковским) и уход из РПЦЗ(А)
9 июля 2016 года написал письмо, в котором потребовал созыва Всезарубежного собора, до созыва которого отказался участвовать в работе Синода РПЦЗ (А) и принимать указы Агафангела (Пашковского) и данного Синода, сохранив при этом возношение Агафангела.
19 июля 2016 года в Одессе Архиерейский синод РПЦЗ(А) «руководствуясь братской во Христе любовию, архипастырской икономией и заботой о нуждах паствы» почислил его на покой «с правом служения только в храме в Маунтин Вью (США) до Всезарубежного Собора», при этом признал «Все указы Преосвящ. Андроника, изданные в отношении Свято-Троицкого прихода в Астории в период после майского заседания Архиерейского Синода 2016 года <…> неканоничными, не имеющими силы и не подлежащими исполнению»
.
16-17 августа 2016 года в США в монастыре, принадлежащим Хризостомовскому Синоду, встретился с митрополитом Агафангелом (Пашковским) и архиепископом Георгием (Кравченко) при посредничестве митрополитов Димитрия (Кириаку) и Моисея (Махани) из Синода Хризостома. В результате этой встречи, Архиепископ Андроник аннулировал своё заявление о том, что он отказывается признавать Указы и Постановления Митрополита Агафангела, Архиерейского Собора и Синода, а митрополит Агафангел отозвал Указ Синода о почислении Архиепископа Андроника на покой. Сиракузская и Канадская епархия, таким образом, вернулась к состоянию, бывшему до Синода РПЦЗ(А) 19 июля 2016 года. С публичной критикой решения указа выступил Вадим Ярмолинец, который отметил что митроплолит Агафангел не мог единолично отменять решение всего Синода. Кроме того, он отметил, что это решение не отменяет возникший конфликт в РПЦЗ(А), так как «прещения не сняты ни с российского архиепископа Софрония (Мусиенко), ни с двух асторийских (Нью-Йорк) прихожан. Вопрос о каноничности перевода асторийского прихода из епархии архиепископа Андроника в митрополичью епархию тоже не решен».
26 августа 2016 года епархиальное собрание под его представительством «одобрило отзыв подписи вл. Андроника со своего заявления от 3/16 августа 2016» и постановило «до Всезарубежного Собора мы переходим на временное самоуправление под духовным возглавлением архипастырей нашей Церкви. Мы не прерываем общения с епископами, духовенством и мирянами, находящимися пока под управлением митрополита Агафангела» и «создать предсоборную комиссию от Сиракуззкой и Свято-Никольской, Оттавской и Канадской, Австралийской и Ново-Зеландской Епархий».
В январе 2017 года на так называемом «Шестом всезарубежном соборе» официально отделился от Агафангела (Пашковского). В итоге его епархия раскололась: «В результате действий М. Агафангела в моей епархии, которая состояла из 12 приходов, осталось только 6!». При этом в подчинении Агафангела (Пашковского) по оценке Андроника осталось 2 прихода: «под Вашингтоном и в Пенсильвании».
4 апреля 2017 года установил евхаристическое общение с епископом Стефаном (Сабельником).
В октябре 2017 года он определил своё каноническое положение так: «Мы отошли от административного и канонического подчинения Синоду в Одессе и получили регистрацию в Америке под названием РПЦЗ. Мы ничего общего с М[митрополитом] Агафангелом не имеем. Сейчас мы находимся на организационном этапе — создания самостоятельных церковных округов. С Божией помощью создали зарубежный округ, создается российский. Моя роль во всем этом деле скромная — я не первоиерарх, а только председатель Собора епископов зарубежного округа».
22 февраля 2019 года решением «Архиерейского совещания с участием Окружного совета» название возглавляемой им епархии изменено на «Нью-Йоркская и Северо-Американская», в связи с чем изменён и его титул. Также он назначен временным управляющим Трентонской епархии.